# Liste du patrimoine immobilier du Centre-du-Québec
Cette liste recense les biens du patrimoine immobilier du Centre-du-Québec inscrits au répertoire du patrimoine culturel du Québec.  Cette liste est divisées par municipalité régionale de comté géographique.

## Arthabaska
| Bien patrimonial                                           | Illustration                  | Municipalité                  | Adresse                             | Coordonnées                         | No     | Constr.     | Catégorie                                                                          | Rec.           | Notes |
| ---------------------------------------------------------- | ----------------------------- | ----------------------------- | ----------------------------------- | ----------------------------------- | ------ | ----------- | ---------------------------------------------------------------------------------- | -------------- | ----- |
| Église des Saints-Anges                                    | Ham-Nord                      | Ham-Nord                      | 510, rue Principale                 | 45° 54′ 15″ nord, 71° 38′ 50″ ouest | 164546 | 1900        | Immeuble patrimonial cité                                                          | 2019           |       |
| Maison d'école du rang Cinq-Chicots                        | Saint-Christophe-d'Arthabaska | Saint-Christophe-d'Arthabaska | 416, avenue Pie-X                   | 46° 01′ 49″ nord, 71° 55′ 57″ ouest | 93277  | 1903        | Immeuble patrimonial cité                                                          | 1999           |       |
| Église de Saint-Christophe                                 | Victoriaville                 | Victoriaville                 | Rue Laurier Ouest                   | 46° 02′ 01″ nord, 71° 55′ 01″ ouest | 93278  | 1875        | Immeuble patrimonial classé                                                        | 2001           | [ 2 ] |
| Église de Sainte-Famille                                   | Victoriaville                 | Victoriaville                 | 20, rue Paré                        | 46° 03′ 55″ nord, 71° 57′ 23″ ouest | 179958 | 1959 à 1960 | Immeuble patrimonial cité                                                          | 2020           |       |
| Église de Sainte-Victoire                                  | Victoriaville                 | Victoriaville                 | 99, rue Notre-Dame Ouest            | 46° 03′ 24″ nord, 71° 57′ 44″ ouest | 105908 | 1897 à 1900 | Immeuble patrimonial cité                                                          | 2020           | [ 3 ] |
| Hôtel des Postes                                           | Victoriaville                 | Victoriaville                 | 949, boulevard des Bois-Francs Sud  | 46° 02′ 19″ nord, 71° 54′ 58″ ouest | 211777 | 1911        | Immeuble patrimonial cité                                                          | 2018           |       |
| Maison Alfred-Paris                                        | Victoriaville                 | Victoriaville                 | 48, rue Laurier Est                 | 46° 02′ 29″ nord, 71° 54′ 49″ ouest | 183206 | 1906        | Immeuble patrimonial cité                                                          | 2011           |       |
| Maison Marc-Aurèle-De Foy-Suzor-Coté                       | Victoriaville                 | Victoriaville                 | 846, boulevard des Bois-Francs Sud  | 46° 02′ 27″ nord, 71° 55′ 10″ ouest | 92915  | 1859        | Immeuble patrimonial classé Immeuble patrimonial cité Immeuble patrimonial reconnu | 2012 2003 1975 |       |
| Maison Wilfrid-Laurier                                     | Victoriaville                 | Victoriaville                 | 846, boulevard des Bois-Francs Sud  | 46° 02′ 14″ nord, 71° 54′ 54″ ouest | 92684  | 1876        | Immeuble patrimonial classé Site patrimonial cité                                  | 1989 2009      |       |
| Site patrimonial de la Maison-Fleury                       | Victoriaville                 | Victoriaville                 | 18, rue Laurier Ouest               | 46° 02′ 13″ nord, 71° 54′ 55″ ouest | 166037 | 1855        | Site patrimonial cité                                                              | 2009           |       |
| Site patrimonial de la Maison Marc-Aurèle-Plamondon        | Victoriaville                 | Victoriaville                 | 14, rue Laurier Ouest               | 46° 02′ 15″ nord, 71° 54′ 53″ ouest | 166036 | 1890        | Site patrimonial cité                                                              | 2009           |       |
| Site patrimonial de l'Église-Saint-Christophe-d'Arthabaska | Victoriaville                 | Victoriaville                 | Rue Laurier Ouest                   | 46° 02′ 02″ nord, 71° 54′ 58″ ouest | 105903 |             | Site patrimonial cité                                                              | 2006           |       |
| Site patrimonial de l'Église-Sainte-Victoire               | Victoriaville                 | Victoriaville                 | Rue Notre-Dame Ouest                | 46° 03′ 24″ nord, 71° 57′ 43″ ouest | 105904 |             | Site patrimonial cité                                                              | 2006           |       |
| Site patrimonial du Boisé-Stein                            | Victoriaville                 | Victoriaville                 | 1037, boulevard des Bois-Francs Sud | 46° 02′ 14″ nord, 71° 54′ 49″ ouest | 166038 |             | Site patrimonial cité                                                              | 2009           |       |
| Pont couvert de Warwick                                    | Warwick                       | Warwick                       | 28, route Saint-Albert              | 45° 57′ 23″ nord, 72° 00′ 24″ ouest | 92710  | 1908        | Immeuble patrimonial cité                                                          | 1999           |       |
| Presbytère Saint-Médard                                    | Warwick                       | Warwick                       | 147, rue Saint-Louis                | 45° 56′ 48″ nord, 71° 59′ 13″ ouest | 165296 | 1891        | Immeuble patrimonial cité                                                          | 2022           |       |

## Bécancour
| Bien patrimonial                  | Illustration | Municipalité | Adresse                       | Coordonnées                         | No    | Constr. | Catégorie                                                | Rec.      | Notes |
| --------------------------------- | ------------ | ------------ | ----------------------------- | ----------------------------------- | ----- | ------- | -------------------------------------------------------- | --------- | ----- |
| Église de Saint-Édouard           | Bécancour    | Bécancour    | 865, avenue des Hirondelles   | 46° 24′ 13″ nord, 72° 16′ 30″ ouest | 92819 | 1849    | Immeuble patrimonial classé Aire de protection délimitée | 1962 1977 |       |
| Église de Saint-Grégoire-le-Grand | Bécancour    | Bécancour    | 4100, boulevard de Port-Royal | 46° 16′ 20″ nord, 72° 30′ 43″ ouest | 92691 | 1806    | Immeuble patrimonial classé Aire de protection délimitée | 1957 1978 |       |
| Moulin Michel                     | Bécancour    | Bécancour    | 675, boulevard Bécancour      | 46° 24′ 47″ nord, 72° 14′ 50″ ouest | 92525 | 1774    | Immeuble patrimonial classé                              | 1985      |       |

## Drummond
| Bien patrimonial                               | Illustration              | Municipalité              | Adresse                         | Coordonnées                         | No     | Constr.              | Catégorie                   | Rec.      | Notes |
| ---------------------------------------------- | ------------------------- | ------------------------- | ------------------------------- | ----------------------------------- | ------ | -------------------- | --------------------------- | --------- | ----- |
| Ancien hôpital Sainte-Croix                    | Drummondville             | Drummondville             | 255, rue Brock                  | 45° 53′ 01″ nord, 72° 29′ 15″ ouest | 93449  | 1927                 | Immeuble patrimonial cité   | 2002      |       |
| Carré Celanese                                 | Drummondville             | Drummondville             | Carré Celanese                  | 45° 52′ 18″ nord, 72° 28′ 43″ ouest | 105655 | 1926                 | Site patrimonial cité       | 2005      |       |
| Centrale hydroélectrique de Drummondville      | Drummondville             | Drummondville             | 25, rue du Pont                 | 45° 53′ 10″ nord, 72° 29′ 00″ ouest | 105652 | 1918                 | Immeuble patrimonial cité   | 2005      |       |
| Centrale hydroélectrique Hemming               | Drummondville             | Drummondville             | 1235, chemin Hemming            | 45° 53′ 01″ nord, 72° 28′ 52″ ouest | 105653 | 1926                 | Immeuble patrimonial cité   | 2005      |       |
| Cinéma Capitol                                 | Drummondville             | Drummondville             | 253, rue Lindsay                | 45° 52′ 59″ nord, 72° 29′ 18″ ouest | 93450  | 1937                 | Immeuble patrimonial cité   | 2002      |       |
| École Saint-Frédéric                           | Drummondville             | Drummondville             | 457, rue des Écoles             | 45° 52′ 45″ nord, 72° 29′ 02″ ouest | 105647 | 1928                 | Immeuble patrimonial cité   | 2005      |       |
| Édifice de la Banque-de-Montréal               | Drummondville             | Drummondville             | 221, rue Heriot                 | 45° 53′ 07″ nord, 72° 29′ 21″ ouest | 105651 | 1912                 | Immeuble patrimonial cité   | 2005      |       |
| Église Saint-George                            | Drummondville             | Drummondville             | 276, rue Heriot                 | 45° 53′ 03″ nord, 72° 29′ 12″ ouest | 93119  | 1856                 | Immeuble patrimonial cité   | 1998      | [ 4 ] |
| Église Saint-Joachim                           | Drummondville             | Drummondville             | 542, rue Principale             | 45° 58′ 29″ nord, 72° 33′ 01″ ouest | 180555 | 1901                 | Immeuble patrimonial cité   | 2025      |       |
| Gare C.N. de Drummondville                     | Drummondville             | Drummondville             | 263, rue Lindsay                | 45° 52′ 55″ nord, 72° 29′ 17″ ouest | 93451  | 1904                 | Immeuble patrimonial cité   | 2002      |       |
| Maison et écurie William-Mitchell              | Drummondville             | Drummondville             | 131, rue Saint-Georges          | 45° 53′ 10″ nord, 72° 29′ 39″ ouest | 92411  | 1894                 | Immeuble patrimonial classé | 1981      |       |
| Maison Joseph-Trefflé-Caya                     | Drummondville             | Drummondville             | 209, rue Brock                  | 45° 53′ 05″ nord, 72° 29′ 22″ ouest | 93448  | 1878 et 1884 (entre) | Immeuble patrimonial cité   | 2002      |       |
| Maison Joseph-Wilfrid-Faucher                  | Drummondville             | Drummondville             | 441-443, rue Lindsay            | 45° 52′ 49″ nord, 72° 29′ 00″ ouest | 93452  | 1920                 | Immeuble patrimonial cité   | 2002      |       |
| Maison Trent                                   | Drummondville             | Drummondville             | 875, chemin de la Rivière-Est   | 45° 54′ 36″ nord, 72° 29′ 30″ ouest | 92551  | 1837 et 1848 (entre) | Immeuble patrimonial classé | 1964      |       |
| Manufacture Dominion-Silk-Dyeing-and-Printing  | Drummondville             | Drummondville             | 416, rue Heriot                 | 45° 53′ 02″ nord, 72° 28′ 52″ ouest | 105654 | 1923                 | Immeuble patrimonial cité   | 2005      |       |
| Pensionnat de Drummondville                    | Drummondville             | Drummondville             | 235, rue Moisan                 | 45° 52′ 57″ nord, 72° 29′ 27″ ouest | 105649 | 1890                 | Immeuble patrimonial cité   | 2005      |       |
| Poste de transmission Marconi                  | Drummondville             | Drummondville             | 1425, rue des Trois-Maisons     | 45° 51′ 17″ nord, 72° 28′ 14″ ouest | 105650 | 1925 (vers)          | Immeuble patrimonial cité   | 2005      |       |
| Site du patrimoine du Parc-Saint-Frédéric      | Drummondville             | Drummondville             |                                 | 45° 53′ 03″ nord, 72° 29′ 17″ ouest | 93453  |                      | Site patrimonial cité       | 2005 2002 |       |
| Église Saint-James                             | Durham-Sud                | Durham-Sud                | Rue de l'Hôtel-de-Ville         | 45° 39′ 37″ nord, 72° 20′ 29″ ouest | 180293 | 1897                 | Immeuble patrimonial cité   | 2012      |       |
| Charnier                                       | Saint-Cyrille-de-Wendover | Saint-Cyrille-de-Wendover | 4425, rue Principale            | 45° 56′ 02″ nord, 72° 25′ 27″ ouest | 123764 | 1898 (vers)          | Immeuble patrimonial cité   | 2008      |       |
| Église de Saint-Cyrille                        | Saint-Cyrille-de-Wendover | Saint-Cyrille-de-Wendover | 4425, rue Principale            | 45° 56′ 02″ nord, 72° 25′ 26″ ouest | 114702 | 1905                 | Immeuble patrimonial cité   | 2008      |       |
| Grange-écurie                                  | Saint-Cyrille-de-Wendover | Saint-Cyrille-de-Wendover | 4425, rue Principale            | 45° 56′ 03″ nord, 72° 25′ 28″ ouest | 114707 | 1900 et 1925 (entre) | Immeuble patrimonial cité   | 2008      |       |
| Maison du sacristain                           | Saint-Cyrille-de-Wendover | Saint-Cyrille-de-Wendover | 4435, rue Principale            | 45° 56′ 02″ nord, 72° 25′ 24″ ouest | 123761 | 1900 (vers)          | Immeuble patrimonial cité   | 2008      |       |
| Presbytère de Saint-Cyrille                    | Saint-Cyrille-de-Wendover | Saint-Cyrille-de-Wendover | 34, rue Saint-Louis             | 45° 56′ 02″ nord, 72° 25′ 26″ ouest | 114704 | 1893                 | Immeuble patrimonial cité   | 2008      |       |
| Église anglicane Saint-Paul                    | Saint-Félix-de-Kingsey    | Saint-Félix-de-Kingsey    | Chemin des Domaines             | 45° 47′ 54″ nord, 72° 13′ 28″ ouest | 93508  | 1843                 | Immeuble patrimonial cité   | 2005      |       |
| Ancien presbytère de Saint-Edmond-de-Grantham  | Saint-Edmond-de-Grantham  | Saint-Edmond-de-Grantham  | 1393, rue Notre-Dame-de-Lourdes | 45° 52′ 54″ nord, 72° 40′ 34″ ouest | 159689 | 1918                 | Immeuble patrimonial cité   | 2009      |       |
| Ancien presbytère de Saint-Germain-de-Grantham | Saint-Germain-de-Grantham | Saint-Germain-de-Grantham | 299, rue Notre-Dame             | 45° 50′ 24″ nord, 72° 34′ 13″ ouest | 92817  | 1886                 | Immeuble patrimonial cité   | 1996 1995 |       |
| Édifice municipal                              | Saint-Guillaume           | Saint-Guillaume           | 106, rue Saint-Jean-Baptiste    | 45° 52′ 55″ nord, 72° 45′ 58″ ouest | 92768  | 1922                 | Immeuble patrimonial cité   | 1996      |       |

## L'Érable
| Bien patrimonial                          | Illustration               | Municipalité          | Adresse                 | Coordonnées                         | No     | Constr.     | Catégorie                                                | Rec.      | Notes |
| ----------------------------------------- | -------------------------- | --------------------- | ----------------------- | ----------------------------------- | ------ | ----------- | -------------------------------------------------------- | --------- | ----- |
| Académie d'Inverness                      | Inverness                  | Inverness             | 330, chemin Gosford Sud | 46° 15′ 33″ nord, 71° 31′ 22″ ouest | 110661 | 1889        | Immeuble patrimonial cité                                | 2007      |       |
| Église de Saint-Athanase                  | Inverness                  | Inverness             | 1852, route Dublin      | 46° 15′ 29″ nord, 71° 31′ 08″ ouest | 180888 | 1962        | Immeuble patrimonial cité                                | 2021      |       |
| Église Saint-Calixte                      | Plessisville (ville)       | Plessisville (ville)  | 1460, rue Saint-Calixte | 46° 12′ 58″ nord, 71° 46′ 32″ ouest | 164549 | 1898 à 1902 | Immeuble patrimonial cité                                | 2023      |       |
| Maison Cormier                            | Plessisville (ville)       | Plessisville (ville)  | 1353, rue Saint-Calixte | 46° 12′ 58″ nord, 71° 46′ 39″ ouest | 92545  | 1886        | Immeuble patrimonial classé Immeuble patrimonial reconnu | 2012 1978 |       |
| Monument Jean-Rivard                      | Plessisville (ville)       | Plessisville (ville)  | 1700, rue Saint-Calixte | 46° 13′ 08″ nord, 71° 46′ 18″ ouest | 168463 | 1935        | Immeuble patrimonial cité                                | 2010      |       |
| Monument Messire-Charles-Édouard-Bélanger | Image manquante Téléverser | Plessisville (ville)  | Rue Saint-Calixte       | 46° 12′ 59″ nord, 71° 46′ 33″ ouest | 165259 | 1932        | Immeuble patrimonial cité                                | 2010      |       |
| Passerelle Armand-Vaillancourt            | Plessisville (ville)       | Plessisville (ville)  |                         | 46° 12′ 58″ nord, 71° 46′ 17″ ouest | 168464 | 1991        | Immeuble patrimonial cité                                | 2010      |       |
| Église de Saint-Pierre-Baptiste           | Image manquante Téléverser | Saint-Pierre-Baptiste |                         | 46° 12′ 24″ nord, 71° 36′ 53″ ouest | 180946 | 1892 à 1893 | Immeuble patrimonial cité                                | 2023      |       |
| Monument des pionniers écossais           | Image manquante Téléverser | Saint-Pierre-Baptiste |                         | 46° 13′ 00″ nord, 71° 32′ 01″ ouest | 202467 | 1919        | Lieu historique identifié                                | 2015      |       |

## Nicolet-Yamaska
| Bien patrimonial                     | Illustration               | Municipalité          | Adresse                            | Coordonnées                         | No     | Constr.     | Catégorie                                                | Rec.      | Notes |
| ------------------------------------ | -------------------------- | --------------------- | ---------------------------------- | ----------------------------------- | ------ | ----------- | -------------------------------------------------------- | --------- | ----- |
| Atelier et maison Rodolphe-Duguay    | Nicolet                    | Nicolet               | 195, rang Saint-Alexis             | 46° 13′ 18″ nord, 72° 37′ 05″ ouest | 92543  | 1854        | Immeuble patrimonial classé Immeuble patrimonial reconnu | 2012 1977 |       |
| Palais de justice de Nicolet         | Nicolet                    | Nicolet               | 395, rue de Monseigneur-Courchesne | 46° 13′ 36″ nord, 72° 36′ 43″ ouest | 190151 | 1912        | Immeuble patrimonial cité                                | 2012      |       |
| Séminaire de Nicolet                 | Nicolet                    | Nicolet               | 350, rue Marguerite-D'Youville     | 46° 13′ 44″ nord, 72° 37′ 01″ ouest | 92932  | 1836        | Immeuble patrimonial classé Immeuble patrimonial reconnu | 2012 1973 |       |
| Église de Sainte-Eulalie             | Image manquante Téléverser | Sainte-Eulalie        | 491, rang des Érables              | 46° 06′ 43″ nord, 72° 15′ 00″ ouest | 164585 | 1904 à 1906 | Immeuble patrimonial cité                                | 2024      |       |
| Édifice de la MRC-de-Nicolet-Yamaska | Saint-François-du-Lac      | Saint-François-du-Lac | 400, rue Notre-Dame                | 46° 04′ 03″ nord, 72° 49′ 43″ ouest | 93102  | 1906        | Immeuble patrimonial cité                                | 1994      |       |
| Église de Saint-François-du-Lac      | Saint-François-du-Lac      | Saint-François-du-Lac | 438, rue Notre-Dame                | 46° 03′ 58″ nord, 72° 49′ 37″ ouest | 92872  | 1849        | Immeuble patrimonial classé                              | 1957      |       |
| Maison Joseph-Courchesne             | Saint-François-du-Lac      | Saint-François-du-Lac | 200, rang de la Grande-Terre       | 46° 04′ 41″ nord, 72° 51′ 42″ ouest | 92481  | 1812 (vers) | Immeuble patrimonial classé                              | 1968      |       |
| Presbytère de Saint-François-du-Lac  | Saint-François-du-Lac      | Saint-François-du-Lac | 440, rue Notre-Dame                | 46° 03′ 58″ nord, 72° 49′ 33″ ouest | 93106  | 1899        | Immeuble patrimonial cité                                | 1994      |       |